# Austen
Austen (читается «Остэн», от AUstralian STEN) — австралийский пистолет-пулемет (по оригинальной классификации — автоматический карабин, machine carbine), разработанный на базе британского ПП STEN Mk. II, с некоторыми заимствованиями из конструкции немецкого MP40.
Название оружия было составлено из слов «Австралия» и «Стэн». ПП использовался австралийской армией, принимавшей участие в боевых действиях на Ближнем Востоке.
В период с 1943 по 1946 годы было произведено приблизительно 20 тысяч пистолетов-пулемётов этой модели.

## Конструкция и характеристики

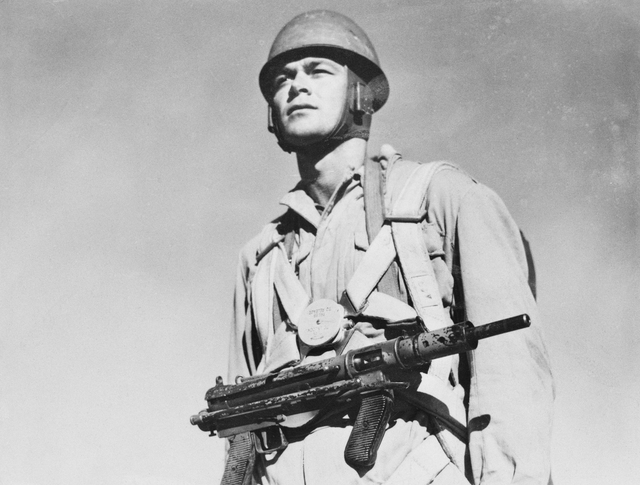

По сравнению с прототипом, в конструкцию была добавлена передняя рукоятка управления огнём, а задняя получила более удобную форму и бакелитовые щёчки (как у немецкого MP40). Складной плечевой упор был выполнен также по типу MP40. Кроме того, внутри ПП получил тоже позаимствованные у немецкого образца ударный механизм с отдельным от затвора бойком и телескопический кожух на возвратной пружине для защиты её от пыли и грязи.
С точки зрения технологии изготовления, «Остэн» также существенно отличался от своего прототипа. В то время как сам СТЭН был предельно простым в производстве оружием, выполненным в основном сваркой из штампованных деталей, у его австралийского варианта многие детали имели литые из металла корпуса — в частности, гнездо для магазина, части плечевого упора, задняя стенка магазина, и даже приспособление для снаряжения магазинов. Это было связано с тем, что выпускавшие «Остэн» фирмы до войны занимались именно литейным производством. Кроме того, сравнительно небольшие масштабы выпуска и полное отсутствие военной угрозы позволяли австралийцам делать оружие более качественно, с применением более дорогостоящих технологий.
В целом, австралийские солдаты не слишком любили «Остэн». В условиях джунглей, где преимущественно приходилось сражаться австралийской армии, его созданный для сравнительно «цивильных» условий Европы механизм оказался весьма чувствителен к грязи, отчасти — благодаря наличию внушительного по своим размерам пропила для рукоятки взведения справа на ствольной коробке и расположенного также справа окна для выброса гильз. На этом фоне весьма выигрышно смотрелся вообще известный своей высокой надёжностью ПП Оуэна местной австралийской разработки, у которого взводная рукоятка была выполнена отдельно от затвора и при стрельбе оставалась неподвижной, а окно для выброса гильз располагалось снизу. Кроме того, определённые неудобства доставлял расположенный слева магазин оружия.
В результате было выпущено всего 19 914 экземпляров модификации Mark I, и около 200 — Mark II. После окончания войны он быстро был снят с вооружения.